# 国鉄タキ8300形貨車
国鉄タキ8300形貨車（こくてつタキ8300がたかしゃ）は、かつて日本国有鉄道（国鉄）及び1987年（昭和62年）4月の国鉄分割民営化後は日本貨物鉄道（JR貨物）に在籍した私有貨車（タンク車）である。
本形式と同一の専用種別であるタキ8350形についても本項目で解説する。

## タキ8300形
タキ8300形は、ラテックス専用の30t 積タンク車として1960年（昭和35年）4月13日から1965年（昭和40年）12月20日にかけて5両（タキ8300 - タキ8304）が日本車輌製造、東急車輛製造の2社で製作された。
本形式の他にラテックスを専用種別とする形式は、タキ7100形 (3代)（3両）、タキ7900形（60両）、タキ8350形（15両、後述）、タキ8850形（21両）、タキ20600形（1両）、タキ20800形（1両）、タキ23800形（34両）、タキ26100形（6両）の8形式がある。
落成時の所有者は、野村貿易、ダウ・ケミカル・インターナショナル・リミテッド（その後社名は「旭ダウ」、「旭化成工業」と変遷を重ねた）の2社であった。
1977年（昭和52年）12月9日に野村貿易所有車1両（タキ8300）が日本合成ゴムへ名義変更された。
タンク体材質は普通鋼（一般構造用圧延鋼材）製であり、内部に塗装又はコーティング処理を施して使用された。断熱材を巻き鋼板製の外板（キセ）を装備している。
荷役方式は、タンク上部のマンホールからの上入れ、吐出管を用いた下出し方式である。
車体色は黒色、寸法関係は全長は12,800mm、全幅は2,400mm、全高は3,880mm、台車中心間距離は8,000mm-8,700mm、実容積は31.9m3、自重は20.0t、換算両数は積車5.0、空車2.0であり、台車はベッテンドルフ式のTR41Cであった。
1987年（昭和62年）4月の国鉄分割民営化時には全車がJR貨物に継承され、1995年（平成7年）度末時点では全車健在であったが、2002年（平成14年）3月に最後まで在籍した1両（タキ8300）が廃車となり同時に形式消滅となった。

### 年度別製造数
各年度による製造会社と両数、所有者は次のとおりである。（区分けはロット別、所有者は落成時の社名）
- 昭和35年度 - 1両
  - 日本車輌製造 1両 野村貿易（タキ8300）
- 昭和39年度 - 2両
  - 東急車輛製造 2両 ダウ・ケミカル・インターナショナル・リミテッド（タキ8301 - タキ8302）
- 昭和40年度 - 2両
  - 東急車輛製造 1両 ダウ・ケミカル・インターナショナル・リミテッド（タキ8303）
  - 東急車輛製造 1両 ダウ・ケミカル・インターナショナル・リミテッド（タキ8304）

## タキ8350形
タキ8350形は、ラテックス専用の30t 積タンク車として1966年（昭和41年）10月1日から1980年（昭和55年）9月19日にかけて14両（コタキ8350 - コタキ8357、コタキ8359 - コタキ8364）が東急車輛製造、富士重工業の2社で製作された。1973年（昭和48年）8月3日に富士重工業にてタキ3700形より1両（タキ3748）の専用種別がラテックスに変更されタキ8350形（コタキ8358）へ編入された。
記号番号表記は特殊標記符号「コ」（全長 12 m 以下）を前置し「コタキ」と標記する。
落成時の所有者は、ダウ・ケミカル・インターナショナル・リミテッド（その後社名は「旭ダウ」、「旭化成工業」、「旭化成」、「旭化成ケミカルズ」と変遷を重ねた）、ダイセル化学工業、旭ダウの3社であった。
1980年（昭和55年）8月13日にダイセル化学工業所有車1両（コタキ8358）が旭ダウへ名義変更された。
タンク体材質はステンレス鋼製でありこの点がタキ8300形と大きく異なる。ステンレス鋼は普通鋼に比べて強度が高い為各部材の厚さを薄くすることができ、その結果自重が1割程度軽減された。厚さ100mmのグラスウール断熱材を巻き鋼板製又はステンレス鋼製の外板（キセ）を装備している。
荷役方式は、タンク上部のマンホールからの上入れ、吐出管を用いた下出し方式である。この際タキ8300形には装備されなかった空気流入弁が追加装備された。
車体色はコタキ8350 - コタキ8362が黒色、コタキ8363以降が銀色であり、寸法関係は全長は12,100mm、全幅は2,570mm、全高は3,880mm、台車中心間距離は8,000mm、実容積は29.8m3、自重は18.0t-19.0t、換算両数は積車5.0、空車1.8であり、台車はコタキ8350 - コタキ8358は当初、平軸受・板ばね式のベッテンドルフ台車TR41Cであったが、後にコイルばね式のTR41DS-12に改造されている。コタキ8359 - コタキ8362は平軸受・コイルばね式のTR41E-12、コタキ8363以降はコロ軸受・コイルばね式のTR213Cであった。
1987年（昭和62年）4月の国鉄分割民営化時には全車がJR貨物に継承され、1995年（平成7年）度末時点では全車健在であったが、2006年（平成18年）6月に最後まで在籍した12両（コタキ8350 - コタキ8359 ,コタキ8361 - コタキ8362）が廃車となり同時に形式消滅となった。

### 年度別製造数
各年度による製造会社と両数、所有者は次のとおりである。（区分けはロット別、改造による編入車は改造会社。所有者は落成時の社名。）
- 昭和41年度 - 4両
  - 東急車輛製造 2両 ダウ・ケミカル・インターナショナル・リミテッド（コタキ8350 - コタキ8351）
  - 東急車輛製造 1両 ダウ・ケミカル・インターナショナル・リミテッド（コタキ8352）
  - 東急車輛製造 1両 ダウ・ケミカル・インターナショナル・リミテッド（コタキ8353）
- 昭和42年度 - 2両
  - 東急車輛製造 2両 ダウ・ケミカル・インターナショナル・リミテッド（コタキ8354 - コタキ8355）
- 昭和43年度 - 2両
  - 東急車輛製造 2両 ダウ・ケミカル・インターナショナル・リミテッド（コタキ8356 - コタキ8357）
- 昭和48年度 - 5両
  - 富士重工業 1両 ダイセル化学工業（タキ3748→コタキ8358）
  - 富士重工業 4両 旭ダウ（コタキ8359 - コタキ8362）
- 昭和55年度 - 2両
  - 富士重工業 2両 旭ダウ（コタキ8363 - コタキ8364）